# Goniocalpe
Goniocalpe is een geslacht van vlinders van de familie visstaartjes (Nolidae).

## Soorten
- G. heteromorpha Hampson, 1920
- G. leucotrigona Hampson, 1918
- G. sericealis (Hampson, 1902)
- G. subviolacea Fletcher & Viette, 1955